# Modest Andreevič Korf
Modest Andreevič Korf (russo Модест Андреевич Корф; San Pietroburgo, 23 settembre 1800 – San Pietroburgo, 14 gennaio 1876) è stato un giurista, bibliotecario e scrittore russo.
Svolse un ruolo fondamentale nell'espansione della Biblioteca nazionale russa, di cui fu il primo presidente.

## Biografia
Membro della nobile famiglia Korf, originaria della Vestfalia e trasferitasi in seguito in Curlandia ed in Russia, Modest frequentò il Liceo imperiale di Carskoe Selo con Aleksandr Michajlovič Gorčakov ed Aleksandr Sergeevič Puškin.

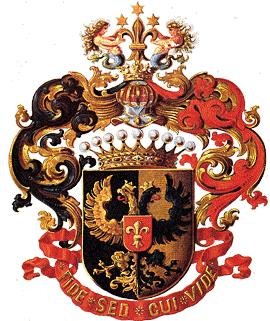
Lo stemma del conte Korf dal 1872

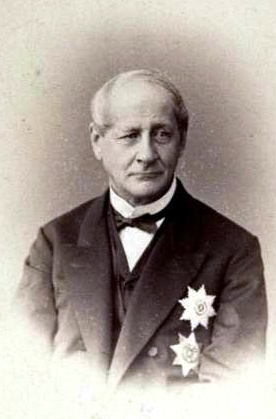
Modest Andreevič Korf in una fotografia di Karl Ivanovič Bergamasco.

Nel 1817 iniziò la propria carriera amministrativa all'interno del ministero della giustizia russo. Tra il 1819 ed il 1826 venne incaricato di collaborare alla redazione del nuovo codice civile nazionale. Nel 1826 venne nominato consigliere del medesimo ministero. Su consiglio di Michail Michajlovič Speranskij venne trasferito al secondo dipartimento della cancelleria privata dello zar, rimanendo sempre responsabile anche di questioni legislative. Nel 1827 divenne consigliere di collegio e nel 1829 consigliere di Stato. Un anno dopo divenne vicedirettore del dipartimento dei dazi e delle dogane. Nel 1839 venne nominato segretario imperiale, preoccupandosi personalmente di migliorare numerosi progetti di legge sottopostigli. Nel 1836 venne nel frattempo nominato consigliere segreto dello zar. Nel 1843 venne trasferito al primo dipartimento della cancelleria privata dello zar e divenne responsabile della medesima cancelleria. In qualità di insigne giurista, tenne lezioni di diritto ai granduchi figli dello zar dal 1847.
Tra il 1849 ed il 1861, von Korf fu anche direttore della biblioteca nazionale russa. Durante il suo mandato ampliò considerevolmente il numero di libri contenuti nella biblioteca e contribuì ad una sua maggiore apertura al pubblico, dirottando inoltre numerosi fondi governativi al sostentamento della cultura libraria. Dal 1861 una sala della biblioteca, contenente in gran parte opere sulla Russia in lingue straniere, venne a lui dedicata col nome di "Sala barone Korf".
Decise di ritirarsi a vita privata nel 1872 dopo aver servito anche sotto il governo di Alessandro II di Russia. Come segno di gratitudine per il servizio reso allo stato, lo zar lo congedò col titolo di conte. Dal 1853 era già divenuto membro onorario dell'Accademia russa delle Scienze di San Pietroburgo.

## Opere
Von Korf fu attivo anche come scrittore. Scrisse una storia del consiglio imperiale dalla sua istituzione ai suoi giorni, una storia della Russia dalle origini ai suoi giorni, ma anche un manuale di stenografia per impiegati ministeriali. Negli ultimi anni di vita lavorò ad un'approfondita opera storiografica sul regno di Nicola I di Russia con una parentesi significativa sulla rivolta decabrista, ma lasciò il lavoro incompiuto alla sua morte. Le sue opere storiografiche vennero ritenute anche dai contemporanei particolarmente importanti perché basate esclusivamente su fonti archivistiche da lui reperite di prima mano.

## Matrimonio e figli

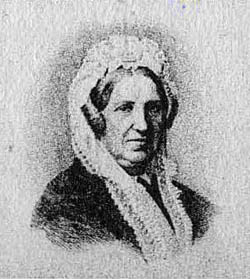
Olga Korf, moglie e cugina di Modest

Modest Korf sposò una sua cugina, Olga Fedorovna Korf (1810-1884), figlia del comandante militare di Mitava, il barone Fedor Fedorovič Korf (1760-1813) e di sua moglie, Maria Sergeevna Smirnova (1783-1854). Il matrimonio tra i due fu felice. La coppia ebbe insieme i seguenti eredi:
- Maria Modestovna (1830-1887), damigella d'onore a corte, sposò in prime nozze il 5 novembre 1852 il capitano Fyodor Yakovlevič Grigorov (1820); in seconde nozze sposò nel 1864 il consigliere Konstantin Dmitrievič Shidlovskij (1820-1887).
- Modest Modestovič (1843-1937), consigliere di stato, pashkovita attivo e predicatore di questa fede, venne esiliato dalla Russia nel 1884 e visse prevalentemente all'estero. Nel 1879 sposò a Ginevra la nobildonna Elena Mikhailovna Shulepnikova (1853—?).
- Olga Modestovna (1844-?), damigella d'onore a corte, sposò nel 1865 a Wiesbaden il nobile E.U. Arapov.
- Elena Modestovna (1852-1864), scrittrice.